# JIS X 0212
Le JIS X 0212 est un standard industriel japonais (JIS : Japanese Industrial Standard) définissant une extension du codage des caractères JIS X 0208 utilisé pour le traitement informatique du texte en langue japonaise.
Il a été établi en 1990 et compte 6 067 caractères.